# Trolleybus de Lviv
Le trolleybus de Lviv est l'un des réseaux de transport en commun qui dessert la ville de Lviv, capitale administrative de l'oblast de Lviv, en Ukraine. La première ligne de trolleybus a été ouverte le 27 novembre 1952. Le réseau est administré par la société de transport municipale Lvivelektrotrans.
En 2012, le réseau de trolleybus de Lviv comportait 12 lignes pour un total de 117,34 kilomètres.